# Johann Hirter
Johann Daniel Hirter (* 5. Mai 1855 in Bern; † 4. Oktober 1926 ebenda) war ein Schweizer Politiker (FDP).

## Biografie

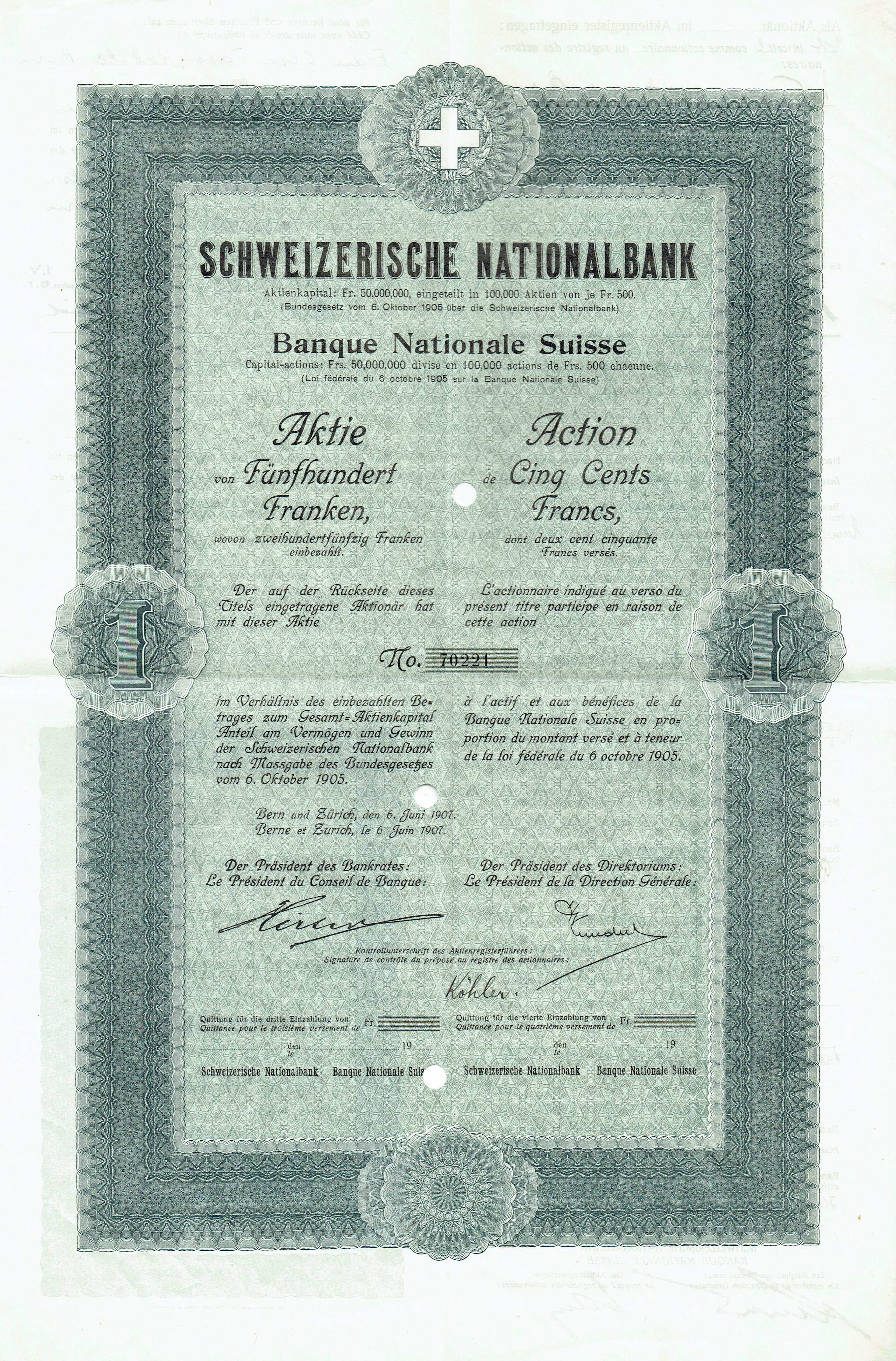
Namensaktie der Schweizerischen Nationalbank vom 6. Juni 1907 mit Unterschrift von Johann Hirter als Präsident des Bankrats

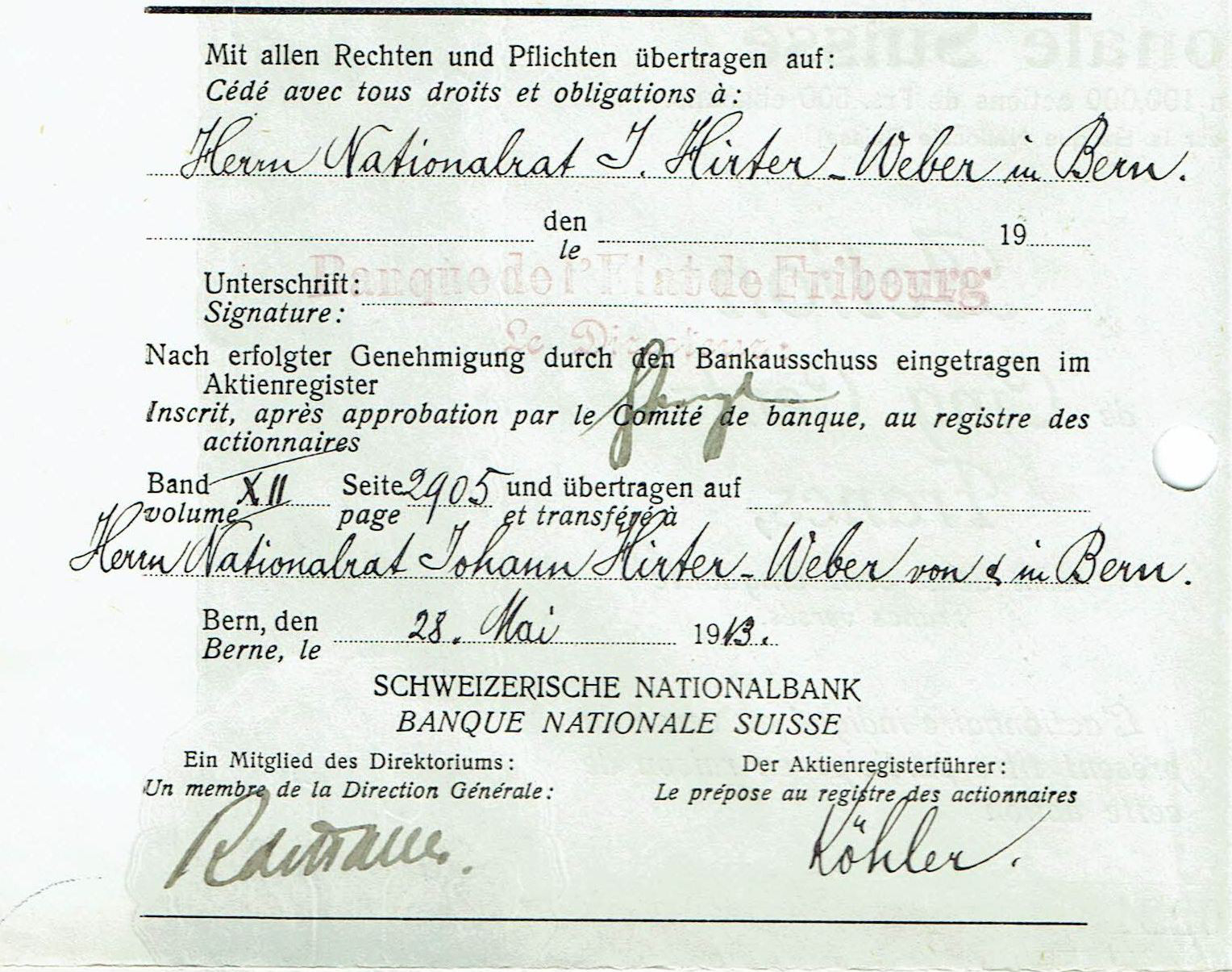
Ausschnitt der Rückseite dieser Namensaktie der Schweizerischen Nationalbank von 1907 mit Übertragungsvermerk, der Johann Hirter als neuen Eigentümer der Aktie ausweist

Hirter besuchte die Schulen in Bern und machte anschliessend eine kaufmännische Lehre. Ab 1880 besass er ein Speditions- und Kohlenunternehmen.
Von 1890 bis 1894 vertrat Hirter die FDP im Grossen Rat des Kantons Bern. Ausserdem präsidierte er die FDP des Kantons Bern. Ab 1894 gehörte Hirter ununterbrochen bis 1919 dem Nationalrat an, vom 5. Dezember 1905 bis zum 3. Dezember 1906 war er Nationalratspräsident. Von 1898 bis 1903 war er Präsident der FDP Schweiz.
Als Grosskaufmann für Kohle war er ein bedeutender Vertreter von Wirtschaftsinteressen. Als Vertreter von Bern wurde er am 24. Oktober 1900 zu einem der ersten Mitglieder des Verwaltungsrates der Schweizerischen Bundesbahnen gewählt. In dieser Funktion setzte er sich für den Bau von Eisenbahnstrecken wie der Lötschbergbahn ein. Vom 17. Juli 1906 bis zum 14. April 1923 war er Präsident des Bankrats der Schweizerischen Nationalbank (SNB).

## Werke (Auswahl)
- Die projektierte schweizerische Bundesbank. Vortrag von J. Hirter, Nationalrat, gehalten im Bernischen Verein für Handel und Industrie, Mittwoch, den 27. Februar 1895. Jent, Bern 1895 (Digitalisat).
- Wie spediert man seine Waren am besten? Bern 1900 (= Schweizerische Gewerbebibliothek. 8). 2. Aufl. Büchler, Bern 1914.
- Das Bundesgesetz über die Kranken- und Unfallversicherung. Vortrag. Jent, Bern 1911.
- Die eidgenössische Kriegssteuer. Referat. Bern Jent 1915 (Bericht. In: Der Bund. 66. Jg., Nr. 173, Abendblatt, 15. April 1915, S. 2).